# Иудейские горы
Иудейские горы (ивр. הרי יהודה‎, Harei Yehuda; араб. جبال الخليل‎, Jibal al-Khalil) — горы 800—900 м над уровнем моря, расположенные на востоке Израиля — вокруг Иерусалима до Иудейской пустыни, которая спускается к Мёртвому морю.
Название «Иудейские горы» произошло от колена Иуды, одного из двенадцати колен Израилевых, которое получило эти земли при завоевании Ханаанской земли евреями после выхода из Египта.
Идущая с севера к югу непрерывная цепь Иудейских гор начинается чуть южнее массива Талль-Асур с гор Бейт-Эль (средняя высота 900 м над уровнем моря), затем их продолжают Иерусалимские горы (средняя высота 800 м; гора Самуила (гора Радости) — 895 м, гора Гило — 923 м.), седловина которых в районе так называемых бассейнов Соломона (около 4 км. к юго-западу от Вифлеема) отделяет их от Хевронских гор. Горы, расположенные в черте Иерусалима (Храмовая, Масличная, Скопус), относятся к этой группе.
Несмотря на то, что северная часть Иудейско-Самарийских гор традиционно называется Самарией, а южная — Иудеей, никакой орографической границы между этими территориями не проходит.
Через Иудейские горы проходит линия израильской железной дороги, которая из Бейт-Шемеша через реку Сорек и долину Рефаим идёт до Иерусалимской южной ж/д станции Малха.
С политической точки зрения, в настоящий момент территория, на которой расположены Иудейские горы, управляется частично государством Израиль, частично гражданской администрацией Иудеи и Самарии (Западного берега реки Иордан) и частично Палестинской автономией.

## Археология
На западных склонах Иудейских гор в карстовой впадине находится среднепалеолитическая стоянка открытого типа Нешер-Рамла. В отличие от других памятников левантийского мустье (Levantine Mousterian) в Нешер-Рамла выявлен высокостандартизированный набор ретушированных кремнёвых орудий. Фрагмент кости зубра с шестью глубокими субпараллельными надрезами, найденный в блоке III, датируется возрастом около 120 000 л. н. (морская изотопная стадия 5). В блоке III людьми использовалась техника леваллуа.

## Монастыри Иудейских гор
В Иудейских горах расположено множество монастырей и церквей при них. В частности:
- Монастырь Богородицы в Латруне[9], основанный в 1890 году монашеским орденом траппистов-молчальников, находится в 30 км к востоку от Тель-Авива на пересечении дороги № 3 и шоссе № 1. В начале XIX века, вместе с кампанией Наполеона в Святую Землю была привезена виноградная лоза. Её посадили на одном из холмов в Иудейских горах, а позже основали на этом месте монастырь. Обитель по сей день славится отличными винами, которые изготовляются из винограда Наполеоновской лозы. Его выращивают на принадлежащих монастырю угодьях, там же есть и роща оливковых деревьев.

- Бенедектинский монастырь в Эммаусе[10] также находится на дороге из Тель-Авива в Иерусалим. Там сохранились развалины древней синагоги и мозаика на полу, изображающая одно из чудес, сотворённых Христом.

- Монастырь Святого Георгия Хозевита (St. George) в ущелье Вади-эль-Кильт.
- Фаранская лавра в ущелье Эйн-Фара.

- Монастырь Герасима Иорданского — один из первых в Иудейской пустыне.

- В Эйн-Кереме под Иерусалимом находятся Горний монастырь, принадлежащий Русской православной церкви, а также католические церковь Встречи и бенедиктинская церковь Иоанна Предтечи XII века (St. John Ba Harim Church).

- Монастырь Бейт Джамал[11].
- Монастырь Рафат.
- Монастырь Иоанна Крестителя в Эвен-Сапир[12].
- Две церкви в арабской деревне Абу-Гош — в монастыре бенедиктинцев и церкви Ковчега.

## Галерея
- Иудейские горы между Иерусалимом и Маале-Адумим.
- Иудейские горы и Иудейская пустыня, вид со стороны Мёртвого моря.
- Иудейские горы, вид при подъезде к Иерусалиму из Тель-Авива.